# デニム

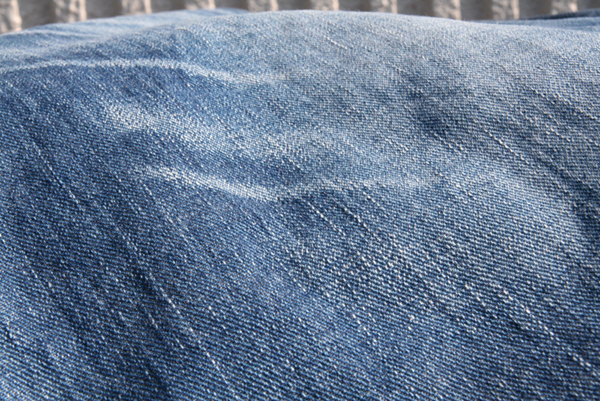
デニム生地（左綾）

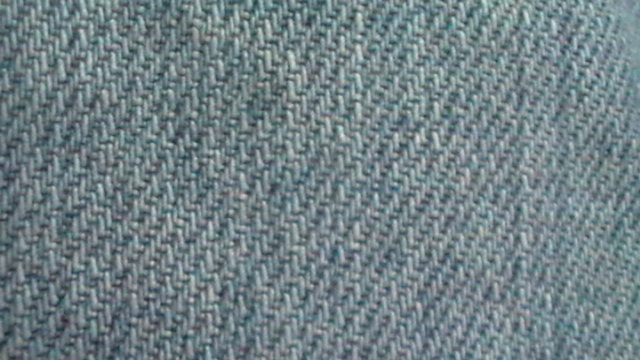
デニム生地の拡大

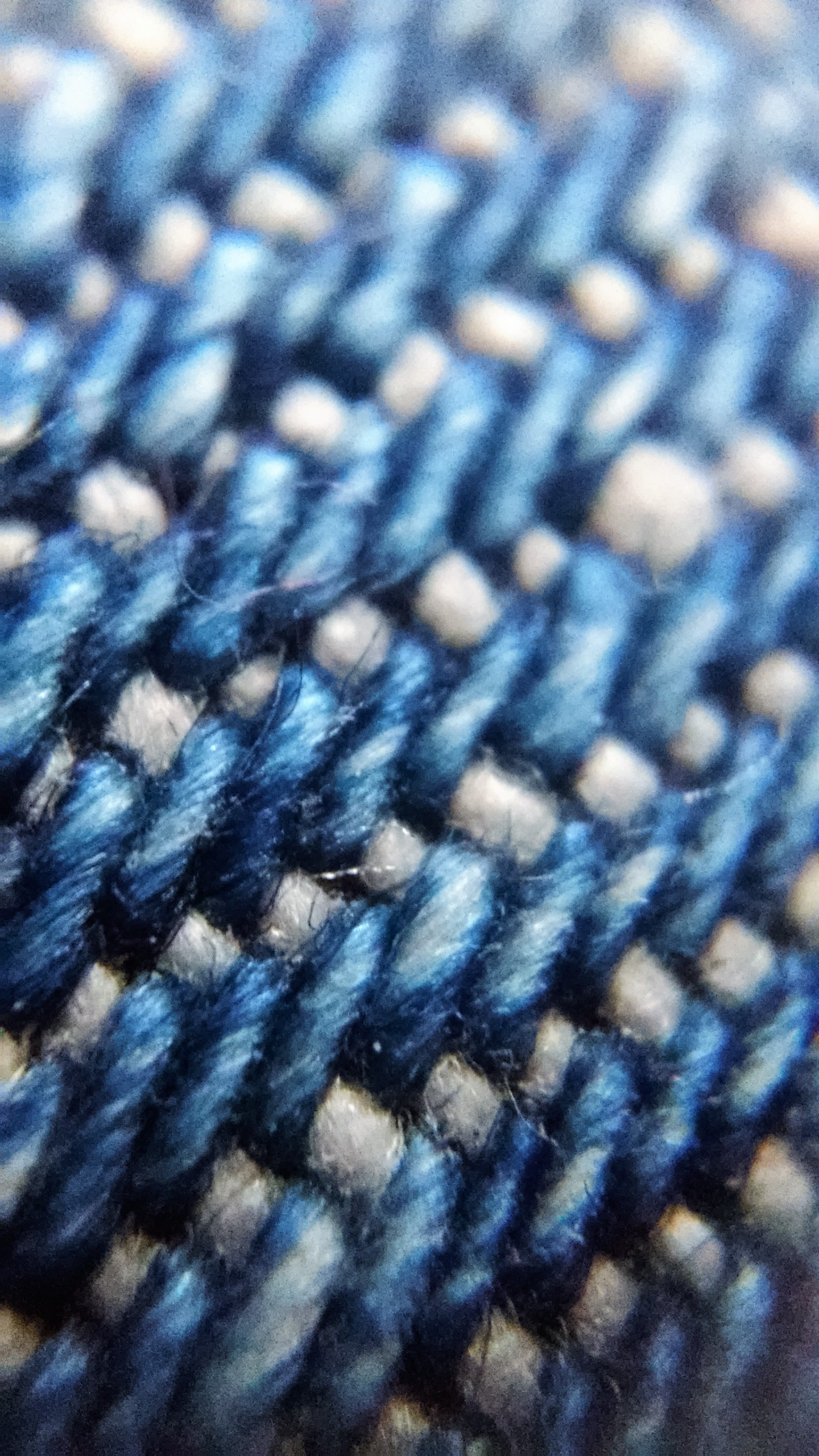
デニム生地の拡大

デニム（denim）またはデニム生地（デニムきじ）は、経糸（たていと）に太さ10番手以上の染色した糸を使い、緯糸（よこいと）に晒し糸（さらしいと。染色加工をしていない白っぽい糸）を使い綾織りにした、木綿製の厚地織布。生地の表側から主に見えるタテ糸は通常はインディゴで染めるので表側はインディゴ色になり、生地の裏側は主にヨコ糸が見えるので白っぽくなるのが特徴。ただし一部にはタテ糸を灰色や他の色で染めたもの（カラーデニム）もある。丈夫なので作業着に使われたり、ジーンズ（特にパンツ（ズボン））に使用されるようになった歴史がある布であるが、ジャケットにも使用され、鞄などにも使用される。近年の紡績技術の向上により、木綿のものだけでなく合成繊維のものや、伸縮性のヨコ糸を使いストレッチ性を持たせたもの（ストレッチデニム）など、さまざまなデニム生地が生まれている。
また「デニム」はデニム製のジーンズの通称でもある。これは正式な表現では無いが若者やメディアで使われている。
デニムの語源は、もともとフランス語で「ニーム産の綾織生地」を意味する「セルジュ・ドゥ・ニーム serge de Nîmes」という表現があり、これは1557年から製造されていたものだが、各地の産物というのは極端に有名になるとしばしば産地名だけで何を指しているか理解されるようになり産地名だけで呼ばれるようになるので、その結果その布も「ドゥニーム de Nîmes（ニーム産）」としばしば呼ばれるようになり、それが英語圏に伝わった段階で英語風になまってしまい（フランス語の弱母音のe、つまり弱い「ゥ」のような発音、が英語では強母音の「エ」と発音されるようになってしまい）「denim デニム」となった。

## デニム生地の主な種類
- ライトハンドツイル（右綾） - 通常のデニム生地。右上から左下に向かっての畝（綾目）が流れているのが特徴。
- レフトハンドツイル（左綾） - 右綾とは逆の綾目が流れているデニム生地。右綾との違いは後述を参照。
- ブロークンツイル - 右綾もしくは左綾の綾目をある糸数ずつ反対の方向にし、綾目につながらないようにしたデニム生地。綾を崩す事で織物の構造が堅牢になるので、「ねじれ」が出ないのが特徴。（通常、織物は綾目の方向にねじれていく）
- ダンガリー - タテ糸に未晒し糸、ヨコ糸に染め糸を使った綾織物。語源は産地のムンバイ（インド）のダングリという地名。最近では通常のデニム生地より薄手のタイプの生地を指す場合もある。

（ちなみにシャンブレーはタテ糸に染め糸、ヨコ糸に未晒し糸を用いた平織物の事。シャンブレーは、ヨコ糸にタテ糸と色の違う染色糸を使う場合もある。）
- カラーデニム - タテ糸をインディゴ以外の染料で染色したデニム。硫化染料を用いたものが多い。
- コーティングデニム - デニム生地にコーティングを施した生地。顔料、樹脂（アクリルなど）等、様々な種類がある。
- ストレッチデニム - ヨコ糸に伸縮性のある糸（ポリウレタン等）を用いたデニム。他の糸に対し5～6％の混用によって大きな伸縮性が得られる。主にレディス物で使用されることが多かったが、最近メンズ物で細身の形が定着してきたため、メンズでも用いられることが増えてきている。

ヨコ糸に綿以外の素材を用いたデニム生地も多く、麻（リネン、ラミー、ヘンプ）、ウール、シルク等の天然素材は勿論、レーヨン、ポリエステル、ラメ糸、更には金糸、銀糸、プラチナ糸等の衣料ではあまり使用されない糸を用いる場合もある。
紡績技術や染色技術の向上により、タテ糸・ヨコ糸共に麻100％やレーヨン100％、シルク100％のデニムも存在する。

## 綾目

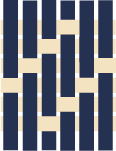
3/1右綾

生地の右上から左下に、もしくは左上から右下に流れている線を斜紋線（綾目）という。
タテ糸がヨコ糸の上を2本、ヨコ糸の下を1本、交差させて織る場合を「三つ綾（2/1綾）」といい、
タテ糸がヨコ糸の上を3本、ヨコ糸の下を1本、交差させて織る場合を「四つ綾（3/1綾・カツラギ綾）」という。
2/1綾と3/1綾とでは斜紋線の角度はもちろん、生地の表面に現れるヨコ糸の比率も異なるので、見た目の風合いが全く異なってくる。2/1綾の方がヨコ糸の見える比率が大きい。
タテ糸、ヨコ糸の漢字表記はそれぞれ「経糸（warp）」「緯糸（weft）」である。
一般的には3/1綾のデニムが主流となっている。

## 右綾と左綾の違い

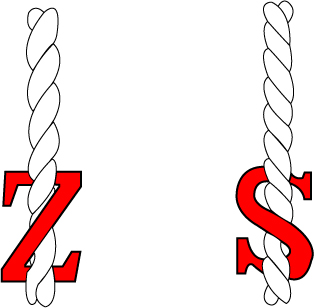
左がZ撚り（左撚り）、右がS撚り（右撚り）

一般的にデニムは右綾だが、逆の左綾も有る。右綾の代表格がリーバイスなら、左綾の代表格はリーである。
糸の撚り方向には、左撚り（Z撚り）と右撚り（S撚り）があり、単糸の撚りは特殊用途のものを除き、通常は左撚り（Z撚り）である。
糸の撚り方向と織物の綾目方向の相性により、左撚り（Z撚り）の糸を逆方向の右綾で織ると緩みが生じるが、糸の撚り方向と同じ方向の左綾で織り上げると、糸の撚りが締まって畝（綾目）が立つ。
よって、右綾デニムのざっくり感に対して左綾デニムは表面がフラットになり、光沢感やソフト感が生まれる。
また、アタリが強くなりハッキリとしたタテ落ちになる。
ちなみに、ブロークンツイルデニムを最初に取り入れたメーカーはラングラーである。
綾織物に発生しがちな「ねじれ」を解消するために1971年に開発された。

## 生地の厚み
「オンス (OZ) 」という単位で表され、1平方ヤードの生地の重さを表したもの。一般には「オンス＝生地の厚さ」だと思われているが、それは誤りである。
1オンス = 28.3g弱。1平方ヤード = 0.84m2。
ジーンズ（ボトム）には、一般的に14oz前後のデニムが使用されている。
10oz（タテ糸・ヨコ糸10番手）未満のデニムを「ライトオンスデニム」と呼ぶ場合がある。

## 日本国内におけるデニム製品の生産
日本では、第二次世界大戦後、アメリカ合衆国から輸入された中古ジーンズなどによってデニムの普及が始まった。1961年には、東京都のエドウインが、輸入したデニム生地を国内で縫製した、初の国産ジーンズを発売した。

### 主要産地としての倉敷、および周辺地域
1963年以降、輸入生地を使った国内での縫製は各地に広がり、岡山県児島市（後の倉敷市の一部）でもマルオ被服（後のビッグジョン）が、1965年にキャントン（CANTON）というブランドで国内縫製のジーンズを発売した。さらに、1973年に至り、ビッグジョンは、デニム生地から国産とした純国産第1号のジーンズを完成させた。
以降、国産デニム発祥の地とされた児島市〜倉敷市を中心に、岡山県から福山市など広島県東部に多くの製造拠点、メーカーが成立するようになった。
- 岡山県倉敷市
  - ビッグジョン[5]
  - ジャパンブルー[6] - 世界初の高級綿（ジンバブエ綿）を使用したデニムを発売。
  - ショーワ[7] - 世界初のナイロンインディゴ染めデニムを開発。
  - ナッシュ[8] - 世界初のデニムスーツ専門ブランド inBlue を展開。
  - ベティスミス[9] - 国内初のレディースジーンズメーカーとして創業。
  - ピュアブルージャパン[10]- 国産ジーンズの先駆けメーカー。
  - 6DIRECTIONS[11]
- 岡山県井原市
  - 日本綿布[12] - 当社の反物が大正天皇の皇太子（昭和天皇）へ献上される。
- 広島県福山市
  - カイハラ[13] - 日本三大デニム紡績の一つ。残る2社はクラボウ（倉敷市）と日清紡を指す。
  - ダックテキスタイル[14]
  - 篠原テキスタイル[15] - テンセル素材を中心としたデニム生地メーカー

### その他の地域を拠点とするメーカー
- オイカワデニム - 本社は宮城県気仙沼市。「STUDIO ZERO」などのブランドで知られる。
- 東洋エンタープライズ - 本社は東京都墨田区。「シュガーケーン」などのブランドで知られる。
- エヴィスジーンズ - 本社は滋賀県大津市だが、生産拠点は岡山県に置かれている。
- フルカウント - 本社は大阪市。

## ギャラリー
- ジーンズ
- デニムのジャケット
- デニムのパンツとヴェスト
- デニムのボトムス（スカート）とトップス
- デニムの作業着
- 灰色のデニム
- ベージュのデニム
- 白色のデニム
- 表地がデニムの特注のカーシート